# حبیلات شرقی، قنا
حبیلات شرقی (به عربی: الحبيلات الشرقية)، روستایی از توابع شهرستان ابو تشت در استان قنا و کشور مصر است.

## جمعیت
براساس سرشماری سال ۲۰۰۶ مصر، جمعیت آن ۴۶۳۵ نفر(۲۱۸۴ مرد و ۲۴۵۱ زن) بوده‌است.